# Años 1830

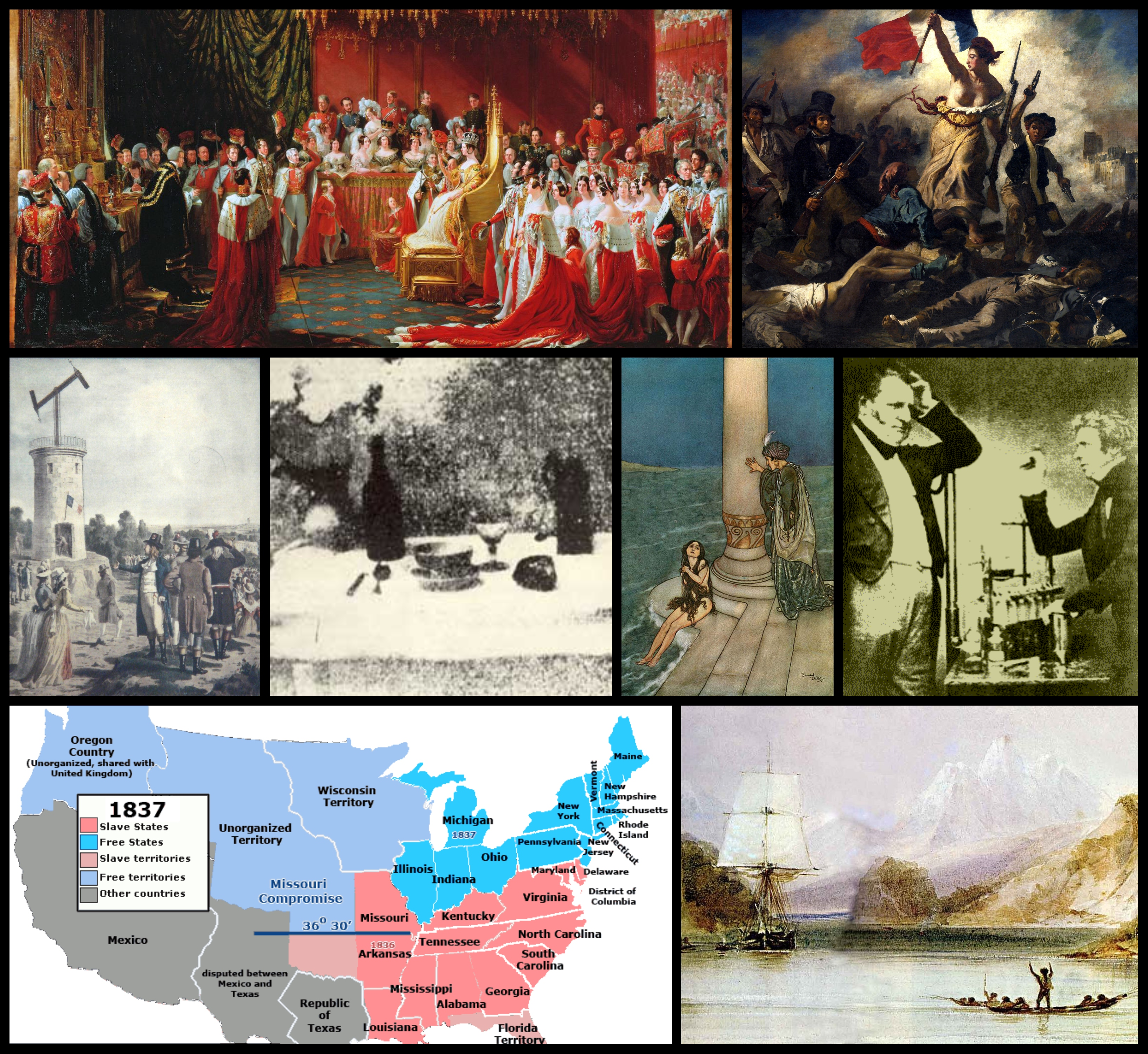
Desde arriba a la izquierda, en el sentido de las agujas del reloj: la Coronación de Victoria del Reino Unido marcó el comienzo de su reinado de 64 años. Su reinado significó el renacimiento del Imperio Británico, ya que el Reino Unido rápidamente creció poderosamente territorial y económicamente. Bajo su gobierno, Gran Bretaña vio una agitación masiva del poder colonial, ya que más de una cuarta parte del mundo cayó en el dominio británico; La revolución de 1830 restableció los valores liberales, y más tarde el imperialismo francés, nuevamente en la gobernanza y el poder franceses. La revolución resultó en el destronamiento del rey Carlos X de Francia e indirectamente renació el imperio colonial francés; los estudios de Michael Faraday y John Frederic Daniell ayudaron a formar la base de la electroquímica a través del descubrimiento de la inducción electromagnética. Sus descubrimientos moldearon una gran parte de la química contemporánea y cambiaron para siempre la forma en que las personas utilizaban la electricidad; HMS Beagle circunnavega el mundo dos veces. Su segunda expedición con Charles Darwin ha demostrado ser particularmente pionera, ya que los descubrimientos y las teorías que hizo en dicho viaje, lo ayudaron a desarrollar la teoría de la evolución, el consenso científico ampliamente mejorado y el conocimiento sobre taxonomía y biología, y dieron a luz el concepto de selección natural; Los Estados libres y estados esclavistas crecen en número y poder, un movimiento dinámico ampliamente percibido como un preludio de la Guerra Civil estadounidense a medida que la abolición y el establecimiento comenzaron a polarizar sociopolíticamente la sociedad estadounidense, formando posteriormente estados de la Unión y Confederados; El telégrafo es inventado por Samuel Morse. Su patente abrió el mundo a las redes globales y rompió largas distancias como límites con ellas, la primera de su tipo; Una imagen de naturaleza muerta de 1832 desarrollada por un daguerrotipo. El daguerrotipo se introdujo por primera vez al público en 1839. Su lanzamiento lo convirtió en el primer invento que permitió al público capturar imágenes en movimiento de forma recurrente, un movimiento que eventualmente fomentaría el crecimiento de la fotografía moderna; Hans Christian Andersen publica su primera colección de cuentos de hadas en 1837. Sus publicaciones transformaron profundamente la literatura y se convirtieron en uno de los escritores de cuentos más populares e influyentes del, con historias como La Sirenita (como se muestra en la imagen) y Pulgarcita, un legado que hoy conserva como el icono nacional de Dinamarca.

Los años 1830 fueron una década que comenzó el 1 de enero de 1830 y finalizó el 31 de diciembre de 1839. En esta década, el mundo vio un rápido aumento del imperialismo y el colonialismo, particularmente en Asia y África. Gran Bretaña vio una oleada de poder y dominio mundial, cuando la Reina Victoria del Reino Unido subió al trono en 1837. Las conquistas tuvieron lugar en todo el mundo, particularmente alrededor de la expansión del Imperio Otomano y el Raj británico. Nuevos puestos de avanzada y asentamientos florecieron en Oceanía, a medida que los europeos comenzaron a establecerse en Australia y Nueva Zelanda.

## Acontecimientos
- A principios de esta década, en Botsuana, los hermanos taxidermistas franceses Verraux disecan el cadáver de un varón de la etnia san (llamado peyorativamente «bosquimano»), que desde 1916 se exhibirá en el Museo Darder, en Bañolas (España). Se p
- 1830: en Uruguay se redacta la primera constitución del país.
- 1830: en Francia comienza la Revolución de 1830, con consecuencias en toda Europa.
- 1831 Gregorio XVI sucede a  Pío VIII como papa.
- 1837: Martin Van Buren se convierte en el primer presidente no anglosajón de la historia de Estados Unidos.
- 1839 se da a conocer públicamente el Daguerrotipo, uno de los primeros procedimientos fotográficos de la historia.

## Avances técnicos y científicos
- 1833: telégrafo
- 1834: efecto Peltier y creación del calotipo
- 1835: Nace Mark Twain
- 1837: creación del daguerrotipo

## Fallecimientos
- 4 de junio de 1830: en Berruecos (Colombia) es asesinado el mariscal Antonio José de Sucre, prócer de la independencia de Bolivia, Venezuela, Ecuador y Perú.
- 17 de diciembre de 1830: en Santa Marta (Colombia) muere Simón Bolívar, militar y político venezolano, quien lideró el movimiento independentista en Latinoamérica en contra del Imperio Español, logrando la independencia de Bolivia, Colombia, Ecuador, Perú y Venezuela.